# مکتب کروزان
مکتب کروزان (انگلیسی: Crozant School) به جنبشی آزاد از نقاشان منظرهٔ فرانسوی اشاره می‌کند که در اواخر قرن ۱۹ و اوایل قرن ۲۰ به دره کروز (Creuse)، منطقه‌ای در مرکز فرانسه کشیده شدند.
این نقاشان جذب چشم‌اندازهای طبیعی و روستایی این منطقه شدند: دره شیب‌دار رودخانه، روستاهای جذاب و ویرانه‌های قرون وسطایی‌اش.
مکتب کروزان به خاطر رنگ‌آمیزی‌های پر جنب و جوش، ضربات قلموی پویا و گرایشش به دریافت نور و جو در مناظر خود شناخته شده‌است. این هنرمندان از مکتب باربیزون و امپرسیونیسم تأثیر گرفتند، اما سبک متمایزی را توسعه دادند که اغلب به عنوان پست امپرسیونیسم شناخته می‌شود.
آرمان گیومن اغلب به عنوان بنیانگذار این جنبش شناخته می‌شود. از دیگر چهره‌های برجسته می‌توان به پل دیتل، گاستون ووییه و کلود مونه اشاره کرد که دوره‌ای را در کروزان گذراند.

## اهمیت
مکتب کروزان در تکامل نقاشی منظره فرانسه در اواخر قرن نوزدهم نقش داشت. این مدرسه نماینده گرایش رو به افزایشی به سمت نقاشی در هوای باز و تمرکز بر مناطق روستایی فرانسه بود.
آثار مدرسه کروزان امروزه مورد توجه مجموعه‌داران و موزه‌ها قرار می‌گیرد و برای برداشت پویا و رنگارنگشان از این چشم‌انداز فرانسه مورد تحسین قرار می‌گیرند.